# سوق الكتبية

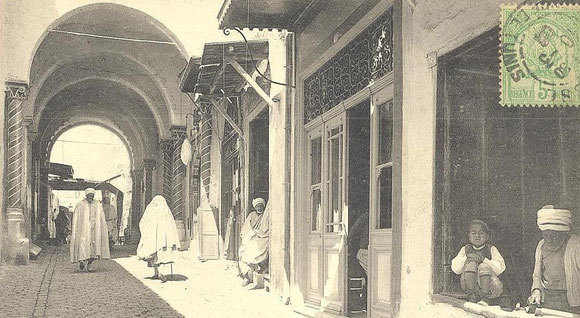
بطاقة بريدية للسوق

سوق الكتبية هو أحد أسواق مدينة تونس العتيقة. هذا السوق متخصص في بيع الكتب.

## تاريخه
أسس علي باي الأول سوق الكتبية سنة 1750، و أسس كذلك المدرسة السليمانية و المدرسة الباشية.

## الموقع
يقع هذا السوق بجوار جامع الزيتونة من جهة سوق الفكة. و يربط هذا السوق بين مركب المدارس الثلاث :
- مدرسة النخلة: 11، نهج الكتبي
- المدرسة الباشية: 19، نهج الكتبية
- المدرسة السليمانية: 13، نهج المدرسة السليمانية